# Rio Moika

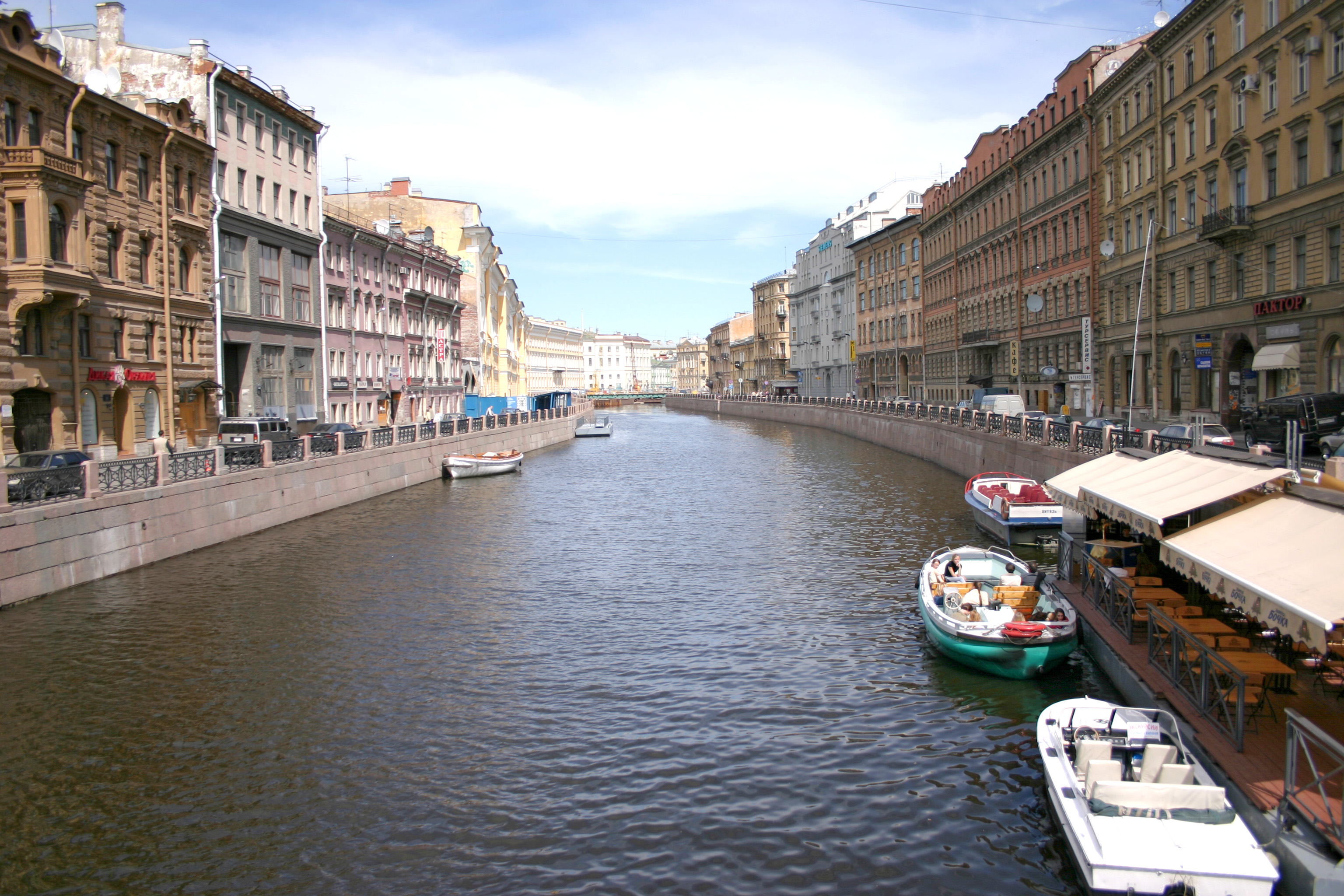
Vista da Moika da Ponte Verde, ao cruzamento da Perspectiva Nevsky

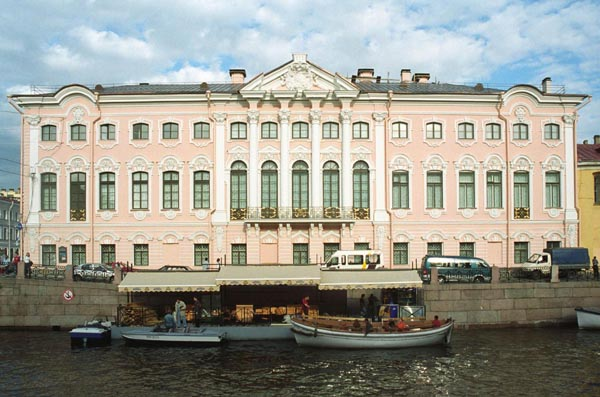
Fachada do Palácio Stroganoff encostando a Moika

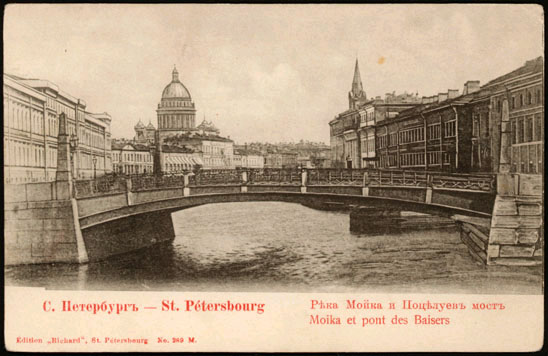
Cartão postal antigo como a Ponte dos Beijos

O rio Moika (Мойка) é um rio de São Petersburgo, na Rússia, que é afluente do rio Neva. Mede 4,67 km e atinge um máximo de 40 m de largura e 3,2 m de profundidade.

## História
O rio se chama Mia (barroso, em língua finno-ugriana) antes o construção da cidade e até 1797, seu nome deformado em Moika impôs-se pouco a pouco a partir dos anos 1720. A esta época, os primeiros diques foram construídos em madeira. O rio foi prolongado em 1711 entre o Jardim Viranil e o Castelo dos Engenheiros, construído entre 1797 e 1801. O rio foi aprofundado em 1736-1737 para a passagem de pequenos barcos. Os diques de madeira substituíram os diques de pedra como parapeitos de granito entre 1798 e 1811, do Fontanka ao Cais Inglês sobre o rio Neva (margem esquerda de Moika) e o Canal Kriukov (margem direita). Os diques estiveram reconstruídos em granito nos anos 1960 ao longo do Castelo dos Engenheiros e em 1975 de Dique Inglês à Rio Priajka.

## Pontes
Quinze pontes atravessam o Moika. Elas são mencionadas na literatura russa e têm uma importância histórica e artístico singular. Distinguem-se as seguintes pontes:
- Ponte Verde, construída pelo arquiteto da origem escocesa William Hastie (1753-1832) em 1806-1808
- Ponte Vermelha, construída por William Hastie em 1808-1814
- Ponte dos Beijos, construída por William Hastie em 1808-1816
- Ponte Azul, construída por William Hastie et Georges Adam em 1818, e 1842-1843
- Ponte da Posta, construída por Wilhelm von Traitteur, em 1823-1824
- Ponte das Lanternas, reconstruída em 1973
- Ponte das Grandes Cocheiras, construída por Georges Adam em 1823
- Ponte das Pequenas Cocheiras, parte da Ponte dos Três Arcos, construída por Georges Adam e Wilhelm von Traitteur en 1829-1831
- Primeira Ponte dos Engenheiros, construída por Pierre-Dominique Bazaine (1786-1838) e decorada par Joseph Charlemagne em 1824-1825
- Primeira Ponde do Jardim, construída por Pierre-Dominique Bazaine em 1835-1836
- Ponte Amarela, construída por Georges Adam em 1839-1840